# Joachim Ziemetzki
Joachim Ziemetzki (* 4. September 1886 in Dietrichswalde; † 26. Januar 1945 in Alt Wartenburg) war ein deutscher römisch-katholischer Geistlicher und Märtyrer.

## Leben
Joachim Ziemetzki, der am Ort der Dietrichswalder Marienerscheinungen aufgewachsen war, besuchte das Gymnasium in Rößel und begann erst nach einer Ausbildung zum Apothekergehilfen das Studium der katholischen Theologie in Braunsberg, das er zudem für den Kriegsdienst im Ersten Weltkrieg unterbrechen musste. Deshalb wurde er erst im Alter von 33 Jahren am 25. Juli 1920 in Frauenburg zum Priester geweiht. Er wirkte als Kaplan in Jonkendorf, ab 1927 in Prawdzisken und ab 1931 als Pfarrer in Liebenberg. Da er sich im Gottesdienst auch der polnischen Sprache bediente, wurde von den Nationalsozialisten ein Verfahren gegen ihn angestrengt, dann aber eingestellt. Nach Besetzung durch die Rote Armee verzichtete er in Alt Wartenburg auf die Flucht und wurde am 26. Januar 1945 von Rotarmisten erschossen. Er war 58 Jahre alt.

## Gedenken
Die Römisch-katholische Kirche in Deutschland hat Joachim Ziemetzki als Märtyrer aus der Zeit des Nationalsozialismus in das deutsche Martyrologium des 20. Jahrhunderts aufgenommen.